# Курчата тандурі

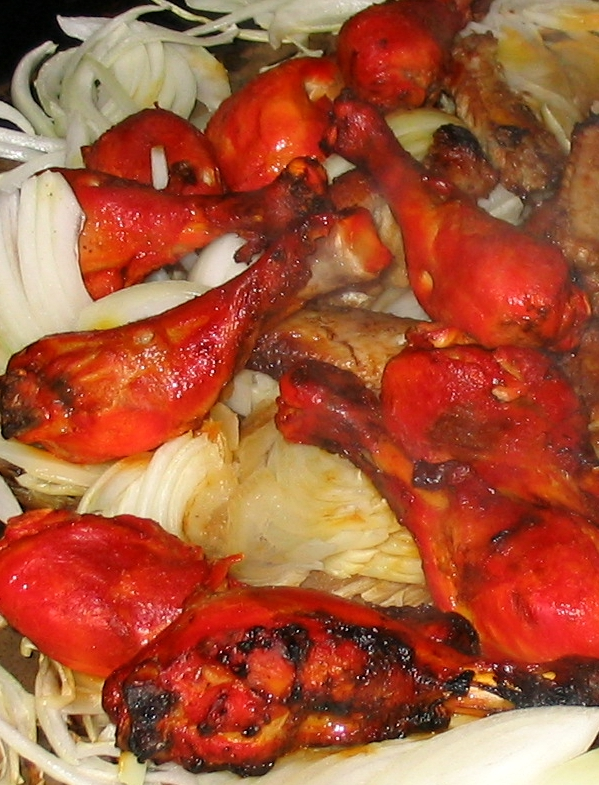
Курчата тандурі з цибулею.

Курчата тандурі — популярна індійська страва пенджабського походження, це мариновані курчата, запечені в печі тандурі.
Для страви птицю, цілком або частинами, маринують в йогурті з додаванням спецій (каєнський перець, гострий перець чилі або інших гострих сумішей), а потім запікають на великому вогні в печі тандурі. Завдяки маринуванню, на приготування курки йде менше часу, що дозволяє готувати її при температурі 300–500 градусів протягом 12–15 хвилин, до того ж м'ясо набуває характерного червоного кольору. Суміші, які використовуються для маринування, стали настільки популярні, що використовуються під загальною назвою «тандурі-масала». У традиційній версії страва досить гостра, проте в багатьох ресторанах, орієнтованих на західних відвідувачів, гострота страви значно знижена.
Вживається разом з нааном та рисом. При відсутності печі тандурі може застосовуватися звичайна духова шафа або гриль, однак час приготування страви в цьому випадку зростає до 20–30 хвилин, не рахуючи маринування (яке здійснюється протягом 8 годин при кімнатній температурі).